# Dust (album Laurel Halo)
Dust – trzeci album studyjny amerykańskiej kompozytorki Laurel Halo, wydany 22 czerwca 2017 roku nakładem wytwórni Hyperdub jako płyta winylowa i dzień później jako CD.

## Album

### Historia i muzyka
20 kwietnia 2017 roku Halo zapowiedziała wydanie swojego nowego albumu, Dust. Jego zwiastunem był singiel „Jelly”. Dust był jej trzecim albumem zrealizowanym dla wytwórni Hyperdub. Od strony muzycznej najbliższym jego odpowiednikiem był doceniony przez krytyków jej album debiutancki, ambientowa płyta popowa z wokalem. Artystka po raz kolejny umieściła swój wokal na pierwszym planie nadając utworom formę nietypowych piosenek. Podkład dźwiękowy tworzyły: akustyczna perkusja, fortepian i syntezatory. Album został zrealizowany we współpracy z nowojorską wokalistką Lafawndah, londyńską eksperymentatorką Klein oraz berlińskim pisarzem i artystą, Michaelem Salu. Halo tym razem położyła nieco większy nacisk na bity, choć rytmy utworów nieustannie zmieniają się i przekształcają. Tytuły niektórych utworów („Arschkriecher”, „Nicht Ohne Risiko”) wskazują na inspirację artystki Berlinem.

### Lista utworów
| A1. | Sun to Solar      | 5:33  |
|     |                   |       |
| A2. | Jelly             | 4:55  |
|     |                   |       |
| A3. | Koinos            | 2:50  |
|     |                   |       |
| A4. | Arschkriecher     | 1:35  |
|     |                   |       |
| A5. | Moontalk          | 4:24  |
|     |                   |       |
| A6. | Nicht Ohne Risiko | 1:41  |
|     |                   |       |
| B1. | Who Won ?         | 3:44  |
|     |                   |       |
| B2. | Like an L         | 3:58  |
|     |                   |       |
| B3. | Syzygy            | 6:30  |
|     |                   |       |
| B4. | Do U Ever Happen  | 5:14  |
|     |                   |       |
| B5. | Buh-bye           | 3:14  |
|     |                   |       |
|     |                   | 43:38 |
|     |                   |       |

| 1.  | Sun to Solar        | 5:35  |
|     |                     |       |
| 2.  | Jelly               | 4:56  |
|     |                     |       |
| 3.  | Koinos              | 2:52  |
|     |                     |       |
| 4.  | Arschkriecher       | 1:35  |
|     |                     |       |
| 5.  | Moontalk            | 4:26  |
|     |                     |       |
| 6.  | Nicht Ohne Risiko   | 1:43  |
|     |                     |       |
| 7.  | Who Won?            | 3:45  |
|     |                     |       |
| 8.  | Like an L           | 3:58  |
|     |                     |       |
| 9.  | Syzygy              | 6:30  |
|     |                     |       |
| 10. | Do U Ever Happen    | 5:16  |
|     |                     |       |
| 11. | Buh-bye             | 3:25  |
|     |                     |       |
| 12. | Who Won? (Acapella) | 3:23  |
|     |                     |       |
|     |                     | 47:24 |
|     |                     |       |

### Muzycy
- Laurel Halo – muzyka, programowanie perkusji, fortepian, gitara, organy, syntezator, wibrafon, wokal, produkcja
- Eli Keszler – instrumenty perkusyjne (A2, A3, A6, B1–B5)
- Craig Clouse – fortepian elektryczny Wurlitzer (B1–B4)
- Julia Holter – wiolonczela (B4)
- Klein – wokal dodatkowy (A1, A2)
- Lafawndah – wokal dodatkowy (A2, B3)
- Diamond Terrifier – saksofon tenorowy (A4, B1)
- Michael Beharie – gitara elektryczna (A5)
- Michael Salu – wokal (B1)

### Pozostałe informacje
- Phillip Aumann – zdjęcie
- Mirko Borsche – design
- Jason Goz – mastering

## Odbiór

### Opinie krytyków
| Oceny łączne         | Oceny łączne |
| Publikacja           | Ocena        |
| -------------------- | ------------ |
| Album of the Year    | 84/100       |
| AnyDecentMusic?      | 8.3/10       |
| Metacritic           | 84/100       |
| Recenzje             |              |
| Publikacja           | Ocena        |
| AllMusic             | [ 5 ]        |
| Clash                | 7/10         |
| Drowned in Sound     | 9/10         |
| Exclaim!             | 9/10         |
| The Guardian         | [ 13 ]       |
| The Irish Times      | [ 14 ]       |
| The Line of Best Fit | 9/10         |
| Loud And Quiet       | 7/10         |
| Mixmag               | 9/10         |
| The Observer         | [ 18 ]       |
| Pitchfork            | 8.2/10       |
| PopMatters           | 6/10         |
| The Skinny           | [ 21 ]       |
| Tiny Mix Tapes       | [ 22 ]       |
| Under the Radar      | 8/10         |

Hipnotyzujący trzeci album Laurel Halo zajmuje przestrzeń graniczną - leżąc gdzieś pomiędzy akustyką a elektroniką, świadomością a snem, Dust to surrealistyczny, nieskrępowany świat dźwięków rozkosznie wykraczający poza gatunek i kategoryzację.

Album otrzymał średnią ocenę 84 na 100 na podstawie 19 recenzji krytycznych w podsumowaniu Metacritic, 84 na 100 na podstawie 20 recenzji w zestawieniu Album of the Year oraz 8.3/10 na podstawie 20 recenzji w zestawieniu AnyDecentMusic?.
Dust jest – według Rafaela Lubnera z Tiny Mix Tapes „niezwykłym nagromadzeniem zakłóceń i dodatków, lotnych części i zmieniających się centrów. Spójne w swojej niespójności, figlarne w swoim eksperymentalizmie, jego utwory rozwijają się płynnie, ich korpusy dźwięczą magnetyzmem, przyciągając uwagę melodią dzwonków, dysonansowym saksofonem i bitami dub-techno.” – ocenia autor dając wydawnictwu maksymalną notę.
Maksymalną notę dał albumowi również Ben Beaumont-Thomas z dziennika The Guardian dowodząc, iż Dust to „ triumf impresjonizmu, gdzie to, co cyfrowe i to, co naturalne współistnieje w radykalnie pięknej całości”.
Paul Simpson z AllMusic jest zdania, że choć „Dust jest bardzo dezorientujący i nie zawsze łatwy do uchwycenia”, to „jego najlepsze momenty są bardzo wciągające”.
„Dust dzieli, a czasami stanowi wyzwanie. Jednak w niespokojnym eksperymentalizmie Halo odnajdujemy momenty nieoczekiwanego piękna” – zauważa Ammar Kalia z magazynu Clash.
Dust jest – według Toma Beedhama z Exclaim! – „bardziej wymagający i nieuchwytny niż filcowy klimat Chance of Rain czy In Situ, ale jest to Halo w „swoim najbardziej artystycznym i poetyckim wydaniu”.
Chal Ravens z magazynu Pitchfork ocenia, iż Dust „wykraczając daleko poza kolaż gatunków i nastrojów, jest ekscytującą próbą ucieczki od wszystkich typowych punktów klasyfikacji, upadku wyższości ludzkiego głosu oraz zaciemnienia i ujawnienia w nieoczekiwanych momentach. (…) Dust to gęsta i mocna płyta, która z pewnych punktów widzenia może wydawać się onieśmielająca, a nawet niezrozumiała”.
Dust jest „czymś w rodzaju triumfu” zauważa Benjamin Bland z Drowned in Sound  dodając: „czasami jest to zaskakujące, ale pomimo wszystkich zwrotów akcji pozostaje [on] zniewalająco odświeżającym doznaniem. Jest to jednak najbardziej ekstatycznie ezoteryczne dzieło Laurel Halo w dotychczasowej historii”.
„Gorąco polecam; tym razem nie ma się czego obawiać” zachęca Gary Kaill z magazynu The Skinny.

### Wyróżnienia
| Publikacja        | Wyróżnienie                      | Miejsce |
| Drowned in Sound  | Favourite Albums of 2017         | 85      |
| Fact              | The 50 best albums of 2017       | 6       |
| Gigwise           | 51 Best Albums of 2017           | 18      |
| Gorilla vs. Bear  | Albums of 2017                   | 5       |
| Pitchfork         | The 50 Best Albums of 2017       | 46      |
| Tiny Mix Tapes    | 2017: Favorite 50 Music Releases | 7       |
| The Vinyl Factory | 50 favourite albums of 2017      | 8       |